# Pivní dvůr

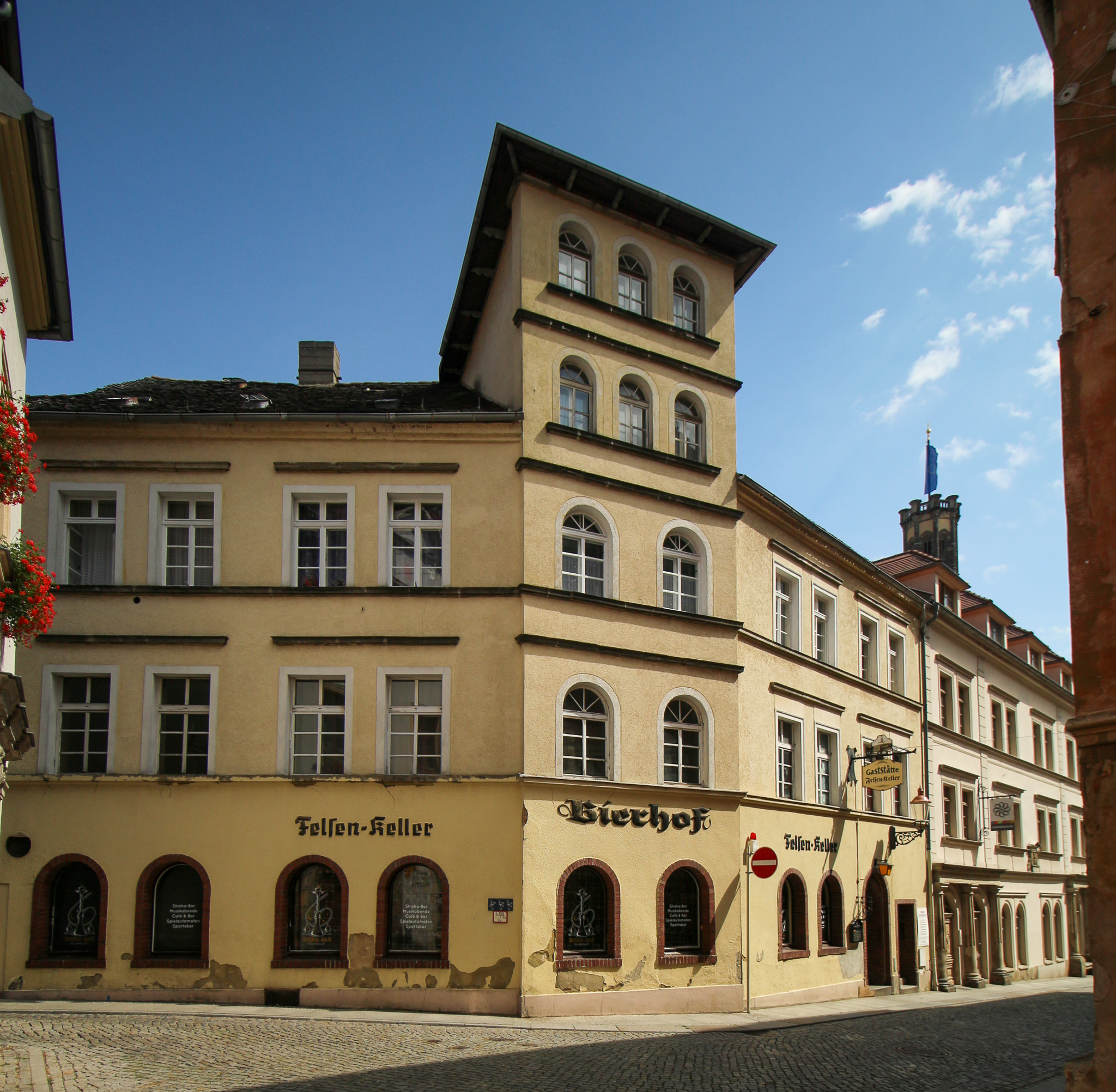
Bierhof v Žitavě

Pivní dvůr (německy Bierhof) byl v pozdním středověku a v raném novověku městský obytný dům, k jehož vlastnictví bylo vázáno právo várečné. To znamenalo, že právo vařit pivo nebylo vázáno na osobu, ale na nemovitost, tzv. skutečné právo, což velmi zvyšovalo hodnotu dané nemovitosti.
Pivní dvory většinou nebyly skutečným pivovarem. Mnoho obcí mělo společné várny a sladovny. Také drahá varná pánev patřila obvykle městu.
Počet pivních dvorů byl ve většině měst omezený, jejich majitelé tudíž měli často spolehlivé vysoké příjmy z vaření piva. To zajistily také předpisy města týkající se vaření piva, které do značné míry vylučovaly vzájemnou konkurenci mezi pivními dvory. Předpisy mj. určovaly, který pivní dvůr smí vařit, kolik piv a kdy pro daný rok. Jednotka pivo (Bier) představovalo větší množství, obvykle několik velkých sudů. Jednotlivé městské pivní dvory často měly různá práva vaření. Někteří směli vařit čtyři, osm, dvanáct nebo i více piv.

V mnoha městech patřili majitelé pivnic k městským vyšším vrstvám. Byli vždy plnoprávnými občany, někdy dokonce patřili radním města.
Ve vesnicích měl právo vařit pivo šenk.
Termín „Bierhof“ se dodnes používá v mnoha německých ve jménech hospod, hostinců, či restaurací, které často mají také venkovní stravovací prostory.